# Возвращение в Эдем (роман)
«Возвращение в Эдем» — научно-фантастический и альтернативно-исторический роман англо-американского фантаста Гарри Гаррисона. Впервые издан в 1988 году. Заключительная часть трилогии «Эдем». Описывает историю мира, в котором мезозойские рептилии не вымерли, а эволюционировали в разумных существ и создали развитую биотехнологическую цивилизацию — иилане́. Они сталкиваются с людьми, находящимися на стадии развития, схожей с каменным веком. Главный герой — по имени Керрик, сын вождя одного из человеческих племён, возглавляет людей в борьбе с иилане́.

## Сюжет
Керрик со своим небольшим саммадом, включая двух спасённых им самцов иилане́, живёт на берегу озера близ Алпеасака, снова населённого иилане́. Самки иилане́ замечают двух самцов и насилуют одного из них, Имехеи. После рождения потомства он погибает, и другой самец, Надаске́, остаётся в одиночестве. У Керрика и Армун рождается дочь Исель.
Последние иилане́ покидают город Икхалменетс и переселяются в Алпеасак. Тану покидают долину саску и отправляются на север. Странная болезнь поражает их хесотсаны, которые являются единственной гарантией выживания здесь, на юге, населённом хищниками. Тану добывают новые хесотсаны, что едва не приводит к началу новой войны с иилане́. Керрик находит выход из положения, узнав у парамутан секрет приготовления ядовитой смеси, с помощью которой они добывают морских коров.
Среди Дочерей Жизни в Амбаласокеи нарастают раздоры. Часть Дочерей во главе с Фар желает приобщить местных иилане́-аборигенов сорогетсо к труду. Чтобы предотвратить постороннее вмешательство, Амбаласи усыпляет всех сорогетсо и перевозит их на изолированный остров. Амбаласи и Фар отправляются в Алпеасак, где Амбаласи рассказывает эйстаа Ланефенуу о своём открытии. Фар, оставленная на берегу заманивать фарги на урукето Амбаласи в качестве рабочей силы вместо сорогетсо, оказывается схвачена охраной и умирает, чтобы не выдавать секрет Дочерей Жизни.
Отверженная эйстаа и оставшаяся в одиночестве на побережье Энтобана (Африки) Вейнте́ примыкает к стае отверженных, живёт и охотится с ними. Ей надоедает это занятие, долгий путь по берегу приводит её в город Йибейск. Эйстаа этого города Саагакель даёт ей задание присоединиться к группе поиска пропавшего урукето, угнанного ранее Амбаласи. Вейнте́ добирается до Амбаласокеи и вероломно убивает главу поисковой партии охотницу Фафнепто. Пообещав Энге, что она станет эйстаа этого нового города, Вейнте́, взяв её с собой, отправляется к Алпеасаку, чтобы расправиться с Керриком. Она захватывает в заложники его сына Арнхвита и обещает Керрику, что, вырастив в новом городе фарги, снова начнёт войну, пока не истребит всех устузоу. Однако Надаске́, ставший другом Арнхвита, закалывает Вейнте́ и сам погибает, сражённый выстрелом её хесотсана. Энге обезоруживает напарницу Вейнте́. Керрик заявляет Энге, что он больше не считает себя иилане́. Энге прощается со своим бывшим воспитанником.
В эпилоге престарелый Керрик понимает, что стремительно размножающиеся и развивающиеся тану рано или поздно начнут войну с иилане́ за мировое господство, и собирается предупредить об этом Ланефенуу.